# Šárka Mládková
Šárka Mládková (ur. 30 sierpnia 1976) – czeska lekkoatletka, tyczkarka.

## Osiągnięcia
- brązowy medal Uniwersjady (Pekin 2001)

## Rekordy życiowe
- skok o tyczce - 4,22 (2003)[1]
- skok o tyczce (hala) - 4,20 (2002)